# Mecostibus rubripes
Mecostibus rubripes is een rechtvleugelig insect uit de familie Lentulidae. De wetenschappelijke naam van deze soort is voor het eerst geldig gepubliceerd in 1957 door Dirsh.